# António Santinho Mendes
António Santinho Mendes, né le 2 décembre 1940, est un pilote de rallyes portugais.

## Biographie
Sa carrière en compétition automobile s'étale sur une dizaine d'années, du milieu des années 1970 à celui des années 1980, en majeure partie sur véhicules de la marque Datsun (entre 1975 et 1982), mais aussi sur modèles Nissan (de 1983 à 1985).
Son meilleur résultat en WRC est une 5e place, obtenue en 1976 lors de son rallye national, exceptionnellement sur une Opel Kadett GT/E.

## Palmarès

### Titres
- Double Champion du Portugal des rallyes, en 1980 et 1981 sur Datsun 160J (copilote Filipe Lopes);

### Victoire en ERC
- Rallye d'Algarve: 1981;

### Victoires en championnat du Portugal
- Tour du Portugal: 1975, 1980 et 1982;
- Rallye de Figueira da Foz: 1980 et 1981;
- Rallye d'Algarve: 1980 (2e au général) et 1981;
- Rallye du Football-Club de Porto: 1981;
- Rallye Route du Soleil: 1981;
- Rallye des Açores: 1981;
- Rallye de Madère: 1981 (3e au général);
- Rallye Serra da Estrela: 1981.